# Segelfluggelände Irsingen

i7
i11
i13
Das Segelfluggelände Irsingen liegt im Gemeindeteil Irsingen der Gemeinde Gerolfingen im Landkreis Ansbach in Bayern, etwa 1,5 Kilometer südlich von Gerolfingen.

## Flugbetrieb
Das Segelfluggelände ist mit einer 700 m langen und 30 m breiten Start- und Landebahn aus Gras mit einem Asphaltstreifen (Richtung 08/26) ausgestattet. Es besitzt eine Betriebszulassung für Segelflugzeuge, Motorsegler und Ultraleichtflugzeuge. Der Start von Segelflugzeugen erfolgt per Windenstart oder Flugzeugschlepp. Der Halter und Betreiber des Segelfluggeländes ist der Luftsportverein Irsingen/Hesselberg e. V.

## Geschichte
Der Luftsportverein Irsingen/Hesselberg e. V. wurde im Oktober 1950 gegründet. Das Segelfluggelände Irsingen wurde im April 1963 in Betrieb genommen.